# 孟赛

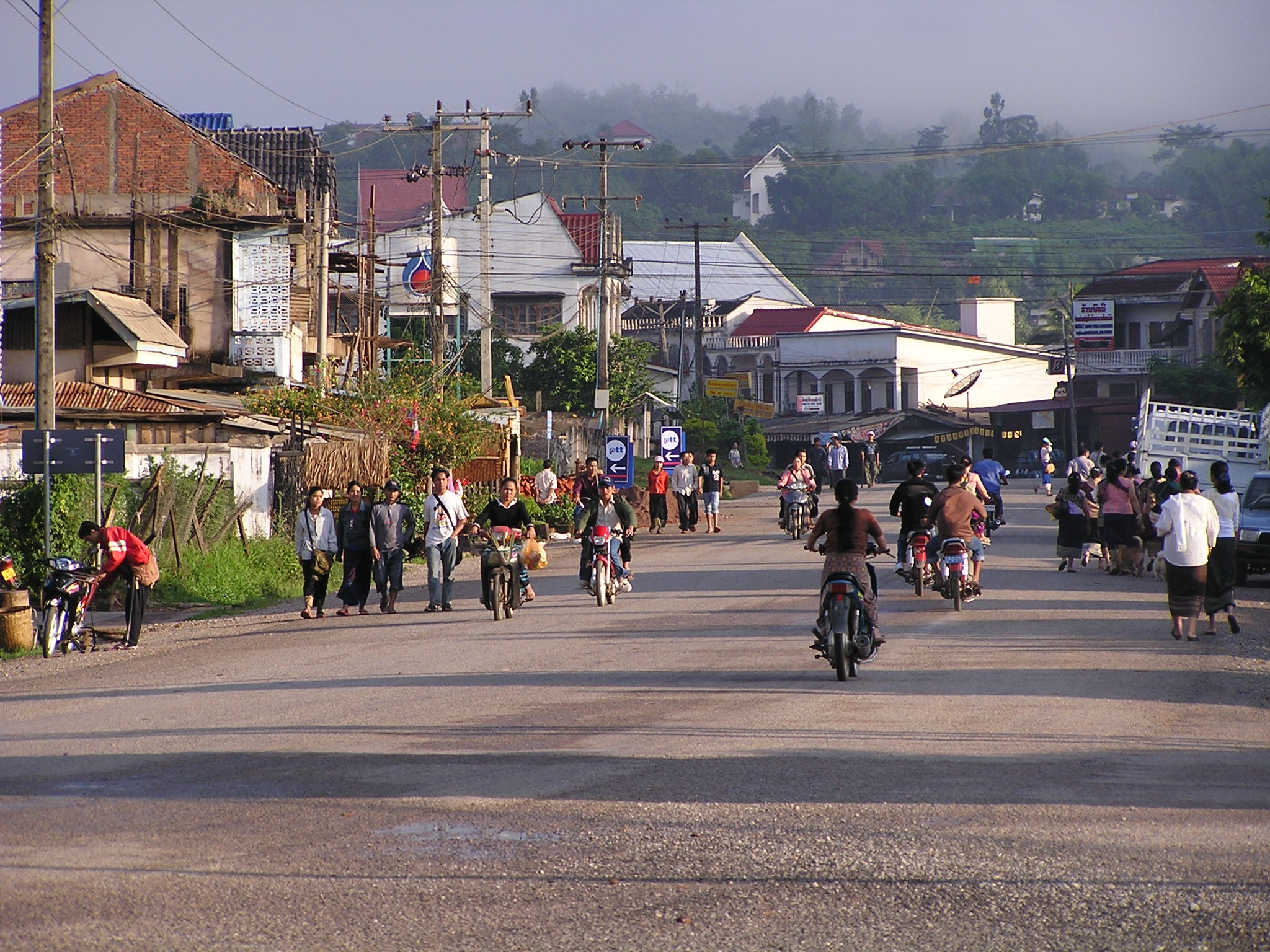
Muang Xay

孟赛，也译作芒赛，老挝北部的一个城市，乌多姆塞省省会，乌多姆塞飞机场位于此地，交通较发达，有旅游业。磨万铁路在此设有孟赛站。該地距離中國國境約50餘公里，华人及华侨较多。
20°42′N 101°49′E / 20.700°N 101.817°E